# Bogusław Zmudziński
Bogusław Zmudziński (ur. 7 maja 1951 w Opolu) – absolwent prawa i filozofii Uniwersytetu Jagiellońskiego, dr nauk filozoficznych, pracownik naukowo-dydaktyczny Wydziału Humanistycznego Akademii Górniczo-Hutniczej w Krakowie, założyciel (1994) i Dyrektor Artystyczny Międzynarodowego Festiwalu Filmowego „Etiuda&Anima”, członek Międzynarodowego Stowarzyszenia Twórców Animacji – ASIFA (członek Zarządu grupy ASIFA Poland), Stowarzyszenia Filmowców Polskich oraz Stowarzyszenia Rotunda w Krakowie, wieloletni ekspert Polskiego Instytutu Sztuki Filmowej.
Od 1975 r. jest pracownikiem AGH, wykłada również w Akademii Sztuk Pięknych w Krakowie. Specjalizuje się w problematyce filozofii społecznej, estetyki, teorii i historii kina, w szczególności pasjonuje się twórczością czeskiego surrealisty Jana Švankmajera. Jeden z orędowników i inicjatorów powstania w AGH Wydziału Nauk Społecznych Stosowanych, przemianowanego na  Wydział Humanistyczny z kierunkami studiów w dziedzinie socjologii i kulturoznawstwa.

## Działalność naukowa i organizacyjna
W latach 80. był działaczem podziemnej Solidarności w swoim miejscu pracy, pełniąc funkcję przewodniczącego komórki związkowej w ówczesnym Instytucie Nauk Społecznych AGH. Był również autorem, redaktorem i wydawcą Niezależnego Pisma Społeczno-Politycznego „Dokumenty i Analizy” oraz wydawcą książek: Marka Sobolewskiego „O granicach reformowalności systemu komunistycznego” i Józefa Herzoga „Moje przestępstwo”.
Obok pracy naukowo-dydaktycznej od kilkudziesięciu lat zajmuje się organizacją festiwali i innych imprez filmowych odbywających się w kraju i za granicą. W latach 1989–2002 był prezesem Dyskusyjnego Klubu Filmowego UJ „Rotunda”. W latach 90. zaś wieloletnim członkiem Rady Programowej i Komisji Selekcyjnej Festiwali Filmów Dokumentalnych i Krótkometrażowych w Krakowie; z jego inicjatywy od 1998 r. przyznaje się na krakowskich festiwalach Nagrodę Smoka Smoków za całokształt twórczości w dziedzinie filmu dokumentalnego i krótkometrażowego.
Założyciel i w okresie 1994 – 2005 Dyrektor Międzynarodowego Festiwalu Filmowego „Etiuda” (od 2005 r. „Etiuda&Anima”), poświęconego twórczości studentów szkół filmowych i artystycznych z całego świata oraz autorskiej i artystycznej animacji. Jeden z inicjatorów i współorganizatorów Międzynarodowych Warsztatów Filmu Animowanego odbywających się w Krakowie od 1996 r. Pomysłodawca i organizator w 2010 r. światowego plebiscytu na 50 najlepszych artystycznych animacji powstałych w okresie półwiecza istnienia Association Internationale du Film d’Animation (ASIFA). W roku polskiej prezydencji w Unii Europejskiej (2011) przygotował wspólnie z Katarzyną Surmacz projekt „Polska Szkoła Animacji, jej satelici i kontynuatorzy”, promujący dorobek rodzimej artystycznej animacji w światowych stolicach: Londynie, Pekinie, Kijowie, Berlinie i Tokio; projekt ten był kontynuowany w latach następnych.

## Publikacje
Publicysta i współpracownik miesięcznika „Kino”, „Tygodnika Powszechnego” i innych pism ogólnopolskich. Współautor i redaktor serii publikacji monograficznych poświęconych wybitnym twórcom współczesnego filmu, m.in.: „Wim Wenders”, „Werner Herzog”, „Roman Polański”, „Ingmar Bergman”, „Siergiej Paradżanow”, „Andriej Tarkowski” i „Michelangelo Antonioni”. W 2007 r. przygotował jako autor i redaktor wspólnie z Grażyną Stachówną dwa tomy zbiorowej publikacji – „Autorzy kina polskiego”. Według jego projektu powstał cykl programów telewizyjnych „Sztuka dokumentu” (2008), poświęconych wybitnym przedstawicielom polskiej kinematografii. Przygotował również na zakończenie roku obchodów 60-lecia polskiej animacji w 2008 r., wspólnie z Marcinem Giżyckim, pionierską w Polsce publikację „Polski film animowany” (nominacja do Nagrody Polskiego Instytutu Sztuki Filmowej za rok 2008 w kategorii „Książka o filmie”). Jest inicjatorem cyklu Sesji naukowych Filmoznawczego Koła Naukowego AGH (którego jest opiekunem naukowym od początku istnienia w 2002 r.) „Dlaczego warto wracać do…” (w 2012 r. – … Michelangela Antonioniego, 2013 r. – … Luisa Buñuela).

## Nagrody i nominacje
W sierpniu 2006 r. uzyskał Nagrodę Specjalną Ministra Kultury i Dziedzictwa Narodowego, przyznaną przez Kazimierza Michała Ujazdowskiego z okazji jubileuszu 50-lecia Polskiej Federacji Dyskusyjnych Klubów Filmowych, za całokształt działalności w ruchu klubowym, w tym przede wszystkim za stworzenie i dwunastoletnią organizację Międzynarodowego Festiwalu Filmowego „Etiuda”. W styczniu 2008 r. Dyskusyjny Klub Filmowy UJ „Rotunda”, nad którego działalnością jako Prezes Honorowy ciągle sprawuje pieczę, otrzymał Nagrodę Polskiego Instytutu Sztuki Filmowej za lata 2006–2007, jako najlepszy krajowy klub działający w ramach Polskiej Federacji Dyskusyjnych Klubów Filmowych. Jest również laureatem przyznanego przez prezydenta RP Lecha Kaczyńskiego Złotego Medalu za długoletnią służbę, oraz przez prezydenta Miasta Krakowa Jacka Majchrowskiego odznaczenia Honoris Gratia, wręczonego z okazji jubileuszu piętnastolecia Międzynarodowego Festiwalu Filmowego „Etiuda&Anima”. W latach 2012–2014 programowany od dwóch dekad przez Bogusława Zmudzińskiego festiwal „Etiuda&Anima” był trzykrotnie nominowany do nagród Polskiego Instytutu Sztuki Filmowej. Ostatecznie w 2014 r. festiwal „Etiuda&Anima” otrzymał nagrodę PISF w kategorii „Międzynarodowe wydarzenie filmowe”.